# Adriano Baffi
Pour les articles homonymes, voir Baffi.
Adriano Baffi, né le 7 août 1962 à Vailate, est un coureur cycliste italien, professionnel de 1985 à 2002.
Il est depuis 2011 directeur technique de l'équipe Trek-Segafredo.

## Biographie
Adriano Baffi est le fils de Pierino Baffi, lui-même ancien coureur cycliste professionnel de 1953 à 1966.
Spécialiste également de la piste, il remporta notamment quatre titres de champion d'Italie de la course aux points deux de course à l’américaine. Il est vice-champion du monde de la course aux points en 1988 et remporte 14 courses de six jours. Professionnel de 1985 à 2002, il remporta de nombreuses victoires. Il gagne notamment 5 étapes sur le Tour d'Italie et une sur le Tour d'Espagne.
Son fils Piero Baffi rejoint l'équipe qu'il dirige en tant que stagiaire lors de l'année 2012.

## Palmarès sur route

### Palmarès amateur
- 1981
  - 1re étape de la Settimana Internazionale della Brianza
- 1982
  - Coppa Comune di Piubega
  - Circuito Guazzorese
  - Milan-Bologne
  - 2e du Circuito Mezzanese
- 1983
  - Circuito Salese
  - 1re étape de la Settimana Internazionale della Brianza
  - 3e du Circuito del Porto-Trofeo Arvedi
  - 3e de la Piccola Tre Valli Varesine
- 1984
  - Medaglia d'Oro Fiera del Bisio
  - Trofeo Ben Fatto

### Palmarès professionnel
- 1987
  - Trophée de l'Etna
  - 1re étape du Tour de Suisse
  - 3e du Tour du Piémont
- 1988
  - Semaine cycliste internationale :
    - Classement général
    - 2e et 4e étapes

  - Tour de Campanie
  - 2e et 6ea étapes de Tirreno-Adriatico
  - 5e étape du Tour des Pouilles
  - Milan-Vignola
  - Zurich-Affoltern
  - 2e du Critérium des Abruzzes
  - 3e du Trophée de l'Etna
- 1989
  - 2e étape de la Semaine cycliste internationale
  - Tour de la province de Reggio de Calabre
  - 7ea étape de Paris-Nice
  - 2e et 3e étapes des Trois Jours de La Panne
  - Milan-Vignola
  - 3e étape du Tour d'Italie (contre-la-montre par équipes)
  - 3e de Milan San-Remo
  - 5e de Paris-Tours
- 1990
  - 5e étape de la Semaine cycliste internationale
  - Trophée Pantalica
  - Trophée de l'Etna
  - 5e étape  de Paris-Nice
  - 2e étape du Tour du Trentin
  - 11e et 18e étapes du Tour d'Italie
  - 2e étape du Tour de Belgique
  - 3e du Tour de Belgique
  - 8e de Milan San-Remo
  - 10e de Paris-Tours
- 1991
  - 3e du Tour de l'Etna
- 1992
  - 3e (contre-la-montre par équipes) et 8e étapes de Paris-Nice
  - 2e étape du Tour du Trentin
  - 3e de Gand-Wevelgem
- 1993
  - Tour d'Italie :
    -  Classement par points
    - 2e, 8e et 18e étapes
- 1994
  - 2e, 3e et 6e étapes du Tour d'Andalousie
  - Monte Carlo-Alassio
  - Trofeo Luis Puig
  - 1re, 3e, 4e et 5e étapes du Tour de la Communauté valencienne
  - 1re étape de Tirreno-Adriatico
  - 4e et 5ea étapes de la Semaine catalane
  - 1re étape du Tour du Trentin
  - 3e de Milan San-Remo
- 1995
  - Trofeo Mallorca
  - 2e et 4e étapes du Tour d'Andalousie
  - Tour de Murcie :
    - Classement général
    - 2e et 5e (contre-la-montre) étapes

  - 19e étape du Tour d'Espagne
  - 2e du Trofeo Soller
  - 2e du Trofeo Manacor
  - 2e du Trofeo Pantalica
  - 2e du Challenge de Majorque
  - 2e du Ronde van Midden-Zeeland
  - 2e de la Continentale Classic
  - 2e du GP Llodio
  - 3e du Trofeo Alcudia
  - 3e d'À travers la Belgique
  - 7e de Paris-Tours
- 1996
  - 5e étape du Tour de Sardaigne
  - Paris-Camembert
  - Circuit de la Sarthe :
    - Classement général
    - 3e et 4ea (contre-la-montre) étapes

  - 2e du Tour de Sardaigne
  - 2e de la Semaine internationale Coppi et Bartali
  - 2e du Cholet-Pays de Loire
  - 3e du Trophée de l'Etna
- 1997
  - 7e étape de Paris-Nice
- 1999
  - 3e du Gran Premio Città di Rio Saliceto e Correggio
- 2000
  - 3e du Coca-Cola Trophy

### Résultats sur les grands tours

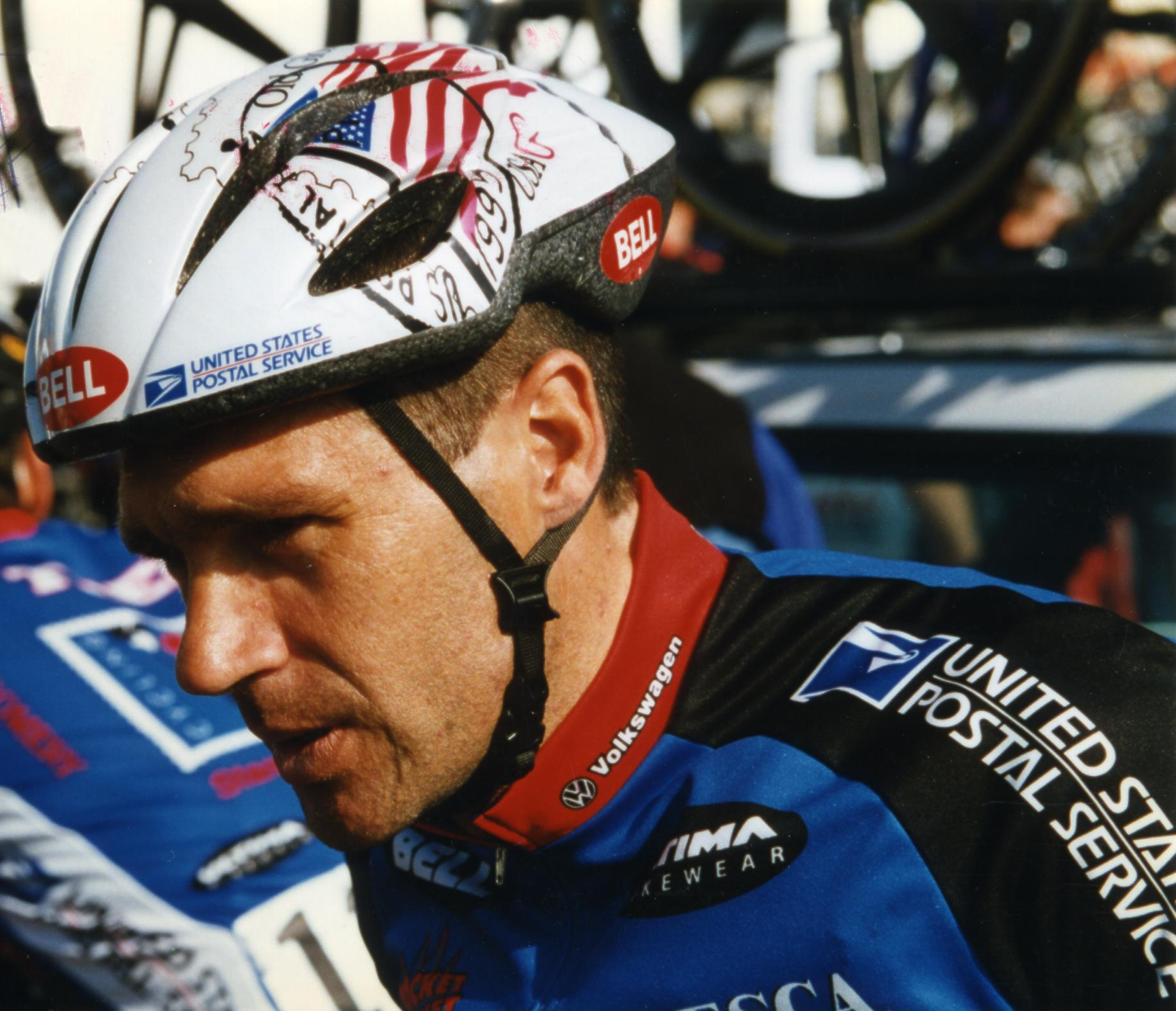
Adriano Baffi lors du Paris-Nice 1997

#### Tour de France
3 participations
- 1990 : 134e
- 1994 : abandon (5e étape)
- 1997 : 119e

#### Tour d'Italie
10 participations
- 1986 : 141e
- 1987 : 125e
- 1988 : abandon (14e étape)
- 1989 : 128e, vainqueur de la 3e étape (contre-la-montre par équipes)
- 1990 : 145e, vainqueur des 11e et 18e étapes
- 1991 : non-partant (4e étape)
- 1992 : 113e
- 1993 : 80e, vainqueur du  classement par points et des 2e, 8e et 18e étapes
- 1994 : abandon (14e étape)
- 1996 : 79e

#### Tour d'Espagne
3 participations
- 1993 : 90e
- 1994 : abandon (4e étape)
- 1995 : 67e, vainqueur de la 19e étape

## Palmarès sur piste
| - 1980 - Champion d'Italie du kilomètre juniors - Champion d'Italie de poursuite par équipes juniors - 1987 - Champion d'Italie de course aux points - 3e des Six Jours de Bassano del Grappa (avec Hans-Henrik Ørsted et Josef Kristen) - 1988 - Champion d'Italie de course aux points - 2e du championnat du monde de course aux points - 2e des Six jours de Bassano del Grappa (avec Tony Doyle) - 2e des Six jours de Zurich (avec Pierangelo Bincoletto) - 3e des Six Jours d'Anvers (avec Tony Doyle) - 3e des Six Jours de Grenoble (avec Pierangelo Bincoletto) - 1989 - Champion d'Italie de course aux points - Six Jours de Bassano del Grappa (avec Danny Clark) - Six Jours de Zurich (avec Pierangelo Bincoletto) - 2e des Six Jours de Munich (avec Pierangelo Bincoletto) - 3e des Six Jours de Paris (avec Pierangelo Bincoletto) - 1990 - Six Jours de Zurich (avec Pierangelo Bincoletto) - 2e des Six Jours de Munich (avec Pierangelo Bincoletto) - 2e des Six Jours de Grenoble (avec Pierangelo Bincoletto) - 1991 - 3e des Six Jours de Copenhague (avec Rolf Sørensen) - 1992 - 2e des Six Jours de Munich (avec Pierangelo Bincoletto) - 2e des Six Jours de Grenoble (avec Giovanni Lombardi) - 2e des Six Jours de Zurich (avec Pierangelo Bincoletto) - 3e des Six Jours d'Anvers (avec Pierangelo Bincoletto) - 3e des Six Jours de Bordeaux (avec Pierangelo Bincoletto) - 1993 - Six Jours de Bordeaux (avec Giovanni Lombardi) - 3e des Six Jours de Dortmund (avec Giovanni Lombardi) - 3e des Six Jours de Munich (avec Pierangelo Bincoletto) - 3e des Six Jours de Zurich (avec Pierangelo Bincoletto) - 1994 - Six Jours de Bologne (avec Pierangelo Bincoletto) - Six Jours de Dortmund (avec Giovanni Lombardi) - 2e des Six Jours d'Anvers (avec Pierangelo Bincoletto) - 2e des Six Jours de Bordeaux (avec Giovanni Lombardi) - 2e des Six Jours de Zurich (avec Etienne De Wilde) - 1995 - 2e des Six Jours de Brême (avec Pierangelo Bincoletto) - 2e des Six Jours de Munich (avec Giovanni Lombardi) - 3e des Six Jours de Bordeaux (avec Pierangelo Bincoletto) | - 1996 - Six jours de Grenoble (avec Giovanni Lombardi) - Six jours de Munich (avec Giovanni Lombardi) - 2e des Six jours de Gand (avec Etienne De Wilde) - 1997 - Champion d'Italie de l'américaine (avec Marco Villa) - 2e des Six Jours de Berlin (avec Marco Villa) - 2e des Six Jours de Grenoble (avec Giovanni Lombardi) - 3e des Six Jours de Zurich (avec Juan Llaneras) - 3e des Six Jours de Milan (avec Gianni Bugno) - 1998 - Champion d'Italie de l'américaine (avec Andrea Colinelli) - Six Jours de Bassano del Grappa (avec Marco Villa) - Six Jours de Grenoble (avec Andrea Colinelli) - Six Jours de Cologne (avec Andreas Kappes) - 2e des Six Jours de Brême (avec Andreas Kappes) - 2e des Six Jours de Munich (avec Andreas Kappes) - 2e des Six Jours de Milan (avec Andreas Kappes) - 2e des Six Jours de Stuttgart (avec Andreas Kappes) - 2e des Six Jours de Berlin (avec Andreas Kappes) - 2e des Sei giorni delle Rose (avec Marco Villa) - 1999 - Champion d'Italie de course aux points - Six jours de Stuttgart (avec Andreas Kappes) - Six jours de Grenoble (avec Andrea Colinelli) - 2e des Six Jours de Gand (avec Silvio Martinello) - 2e des Six Jours de Milan (avec Andreas Kappes) - 2e des Six Jours de Buenos Aires (avec Andrea Collinelli) - 3e des Six Jours de Brême (avec Marco Villa) - 3e des Six Jours de Berlin (avec Andrea Collinelli) - 2000 - 2e des Six Jours de Stuttgart (avec Marco Villa) - 2e des Six Jours de Zurich (avec Pascal Richard et Juan Llaneras) - 2e des Six Jours de Brême (avec Marco Villa) - 3e des Six Jours de Gand (avec Frank Corvers) - 2001 - 3e des Six Jours de Turin (avec Matthew Gilmore) - 2002 - Six jours de Grenoble (avec Marco Villa) - Six jours de Nouméa (avec Jean-Michel Tessier) |  |